# V Cephei
V Cephei é uma estrela da sequência principal na constelação de Cepheus, com variação de magnitude aparente de 0.03.